# Gunhild Følstad
Gunhild Bentzen Følstad (* 3. November 1981 in Namsos) ist eine ehemalige norwegische Fußballspielerin.

## Karriere

### Vereine
Følstad spielte in ihrer Jugend und zuletzt bis 1999 für den in Overhalla ansässigen Overhalla IL.
Noch im Alter von 18 Jahren spielte sie fortan und ausschließlich für den in Trondheim ansässigen Trondheims-Ørn SK in der Toppserien, der höchsten Spielklasse im norwegischen Frauenfußball. Während ihrer Vereinszugehörigkeit bestritt sie 159 Punktspiele, in denen ihr sechs Tore gelangen. Ihr Debüt im Seniorinnenbereich gab sie am 4. Juli 2000 beim 9:1-Sieg im Heimspiel gegen Grand Bodø als Einwechselspielerin für Gro Espeseth ab der 67. Minute; es war das erste von zwei Punktspielen in der Spielzeit 2000. In der Folgespielzeit wurde sie bereits 13 Mal eingesetzt und in der Spielzeit 2002, als sie 23 Mal spielte, gelangen ihr auch ihre ersten drei Tore. Ihr erstes erzielte sie am 25. Mai 2002 beim 4:0-Sieg im Heimspiel gegen den Klepp IL mit dem Treffer zum 3:0 in der 79. Minute. Mit ihrer Mannschaft gewann sie dreimal die Meisterschaft und zweimal den NM Cup, den nationalen Vereinspokal.

### Nationalmannschaft
Følstad bestritt für die Nachwuchsnationalmannschaften des NFF der Altersklassen U17, U18 und U21 in einem Zeitraum von sechs Jahren 19 Länderspiele und debütierte als Nationalspielerin am 8. Mai 1998 in Karmøy beim 6:0-Sieg über die U17-Nationalmannschaft Finnlands.
Für die A-Nationalmannschaft kam sie in sieben Jahren in 76 Länderspielen zum Einsatz. Ihr Debüt gab sie am 21. Juli 2002 in Minneapolis bei der 0:4-Niederlage im Freundschaftsspiel gegen die US-amerikanische Nationalmannschaft mit Einwechslung für Anita Rapp in der 79. Minute.
Nachdem sie am 2. August 2003 in Ålesund das Freundschaftsspiel gegen die Nationalmannschaft Nigerias mit dem 3:2-Sieg spielerisch miterlebte und am 11. September 2003 in Oslo mit dem 1:1-Unentschieden gegen die Nationalmannschaft Dänemarks mit dem dritten Spiel der EM-Qualifikationsgruppe 2 ihr erstes von insgesamt 14 EM-Qualifikationsspielen bestritten hatte, gehörte sie wenig später dem Kader für die in den Vereinigten Staaten ausgetragene Weltmeisterschaft 2003 an; sie wurde in den ersten beiden Spielen der Gruppe B eingesetzt. Im Turnier 2007 bestritt sie die ersten beiden Spiele der Gruppe C, das mit 1:0 gegen die Nationalmannschaft Chinas gewonnene Viertel- und das mit 0:3 gegen die Nationalmannschaft Deutschlands mit 0:3 verlorene Halbfinale. Im Spiel um Platz 3, das gegen die US-amerikanische Nationalmannschaft mit 1:4 verloren wurde, spielte sie ebenfalls. Zuvor kam sie in insgesamt sieben WM-Qualifikationsspielen zum Einsatz.
Zwischen den beiden Weltmeisterschaftsturnieren nahm sie mit ihrer Mannschaft auch an der in England ausgetragenen Europameisterschaft 2005 teil. Sie kam in allen fünf möglichen Turnierspielen zum Einsatz, im Finale am 19. Juni in Blackburn war sie mit ihr der Nationalmannschaft Deutschlands mit 1:3 unterlegen. Im Jahr 2008 kam sie in vier Spielen des olympischen Fußballturniers zum Einsatz. Nach drei Spielen in der Gruppe G schied sie mit ihrer Mannschaft nach der 1:2-Viertelfinalniederlage gegen die Nationalmannschaft Brasiliens aus dem Turnier aus.
Des Weiteren kam sie in insgesamt 19 Spielen in den Turnieren um den Algarve-Cup zum Einsatz. 2004, 2005, 2006 und 2008 (jeweils 4 Spiele), 2007 (3 Spiele) sowie in drei Spielen im Vier-Nationen-Turnier 2006 und in weiteren 15 in Freundschaft ausgetragenen Länderspielen. Ihre Länderspielkarriere endete am 2. Oktober 2008 in Krasnoarmeisk mit ihrem 14. und dem letzten Spiel der EM-Qualifikationsgruppe 6 im torlosen Spiel gegen die Nationalmannschaft Russlands. Ihr einziges A-Länderspieltor gelang ihr am 10. Mai 2006 in Sandefjord beim 3:0-Sieg über die Serbisch-montenegrinische Nationalmannschaft mit dem Treffer zum Endstand in der 21. Minute im fünften Spiel der WM-Qualifikationsgruppe 1 in der Kategorie A.

## Erfolge
Nationalmannschaft
- Finalistin Europameisterschaft 2005
- Algarve-Cup-Finalistin 2004

Trondheims-Ørn SK
- Norwegische Meisterin: 2000, 2001, 2003
- Norwegische Pokal-Siegerin: 2001, 2002